# CZ 2075 RAMI
Pistole CZ 2075 RAMI je samonabíjecí pistole ráže 9 mm Luger nebo .40 S&W z produkce České zbrojovky (CZUB). Je vyráběna ve dvou verzích, s plastovým rámem nebo s rámem ze slitiny hliníku. Zkratka RAMI je akronym z křestních jmen tvůrců této zbraně; Radek Hauerland a Milan Trkulja.

## Popis

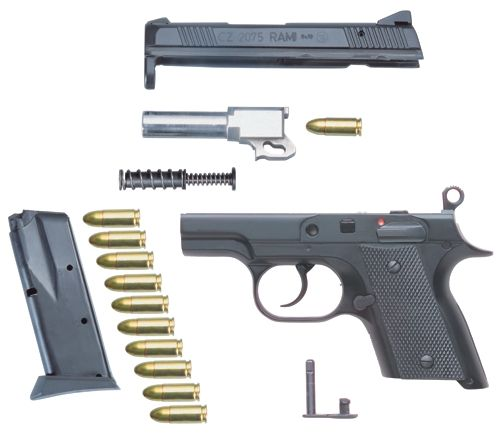
CZ 2075 RAMI připravena k čištění

RAMI je první subcompact komorovaný na výkonný náboj, který CZUB vyrobila. Využívá techniku z celosvětově uznávané CZ 75, především bicí a uzamykací mechanismus. Uzamykání zde však není řešeno radiálními drážkami na hlavni a v závěru, ale kvádrovým zakončením hlavně uzamykajícím se do výhozného okénka v závěru.